# جنرال شيرمان (شجرة)
جنرال شيرمان (بالإنجليزية: General Sherman)‏ أقدم مخلوق حي على وجه الأرض وهي شجرة من نوع سكويا عملاقة موجودة في كاليفورنيا.ويسمونها الجنرال شرمان ويقدر العلماء عمرها ما بين 2,200 و2,500 سنة. وقبل صدور القانون الخاص بحماية الأشجار الجبارة من القطع تم قطع واحدة من أقدم وأكبر أشجارها.
وقد وجد عن طريق عد حلقات شجرة السكويا العملاقة أن تاريخها يرجع إلى سنة 1305ق.م. وعلى هذا، كان عمرها أكثر من 1,000 سنة في وقت ميلاد المسيح. ويبلغ ارتفاعها ضعف ارتفاع برج بيزاالمائل في إيطاليا.